# Jack Gwillim
Jack William Frederick Gwillim (Canterbury, 15 dicembre 1909 – Los Angeles, 2 luglio 2001) è stato un attore caratterista britannico.

## Carriera
Nato nel Kent inglese, servì per 20 anni nella Royal Navy fino ad ottenere il grado di comandante. Durante gli anni passati in Marina fu giocatore di rugby e campione di boxe, inoltre all'epoca del congedo era stato uno dei più giovani ufficiali ad ottenere il grado di comandante della Marina. Iniziò la carriera nella recitazione negli anni '50, passando prima per il teatro e poi sul grande schermo. Per quanto riguarda il teatro, inizialmente si destreggiò in produzioni allo Shakespeare Memorial Theatre di Stratford e all'Old Vic, fino ad approdare in produzioni sia classiche che contemporanee al West End di Londra e a Broadway.
Alcuni dei suoi ruoli principali includono la produzione di Sir Ralph Richardson de Il mercante di Venezia, The Right Honourable Gentleman con l'amico di lunga data Anthony Quayle, un revival di My Fair Lady nel ruolo del Colonnello Pickering con Rex Harrison, Costanza di John Gielgud con Ingrid Bergman e Arriva l'uomo del ghiaccio con James Earl Jones.
A partire dagli anni '60, iniziò ad apparire anche in pellicole cinematografiche e produzioni televisive, per lo più ambientate durante il periodo della guerra o di genere epico-storico. Il suo background militare e il suo tono di voce profondo e tonante gli fecero ottenere spesso ruoli di soldati o figure autoritarie. Alcuni dei ruoli più memorabili furono quelli del Capitano della nave da guerra in Affondate la Bismarck! (1960), l'arcivescovo Hubert Walter in Gli arcieri di Sherwood (1960), l'irritante segretario del club in Lawrence d'Arabia (1962), Re Aeëtes in Gli Argonauti (1963), un ufficiale della Royal Air Force nel film di James Bond Agente 007 - Thunderball: Operazione tuono (1965), il Capo della Giustizia in Un uomo per tutte le stagioni (1966), il Generale Harold Alexander in Patton, generale d'acciaio (1970), Poseidone in Scontro di titani (1981) e Van Helsing in Scuola di mostri (1987). Oltre al cinema, ha avuto ruoli ricorrenti nelle serie televisive Gioco pericoloso, Il Santo e The Troubleshooters.
Prese parte, inoltre, in diverse registrazioni delle opere di Shakespeare per la serie Shakespeare Records dell'etichetta Caedmon.

## Vita privata
Gwillim è stato sposato due volte, fino al 1958 con Peggy Bollard e, dal 1969 fino alla sua morte, con Olivia Selby. Dal primo matrimonio ha avuto due figli, Sarah-Jane e David Gwillim, dal secondo uno solo, Jaxon Duff Gwillim. Tutti e tre i suoi figli hanno seguito la carriera nella recitazione, in particolare nel 1995 hanno recitato tutti insieme al padre in una produzione teatrale, On Borrowed Time, che è stata anche l'ultima apparizione sul palco di Jack Gwillim.

## Morte
Jack Gwilliam è morto il 2 luglio 2001 a Los Angeles, in California, all'età di 91 anni.

## Filmografia

### Cinema
- La battaglia di Rio della Plata (The Battle of the River Plate), regia di Michael Powell ed Emeric Pressburger (1956)
- Sfida agli inglesi (The One That Got Away), regia di Roy Ward Baker (1957)
- Frontiera a Nord-Ovest (North West Frontier), regia di J. Lee Thompson (1959)
- Sogno di una notte di mezza estate (Sen noci svatojánské), regia di Jiří Trnka (1959)
- Salomone e la regina di Saba (Solomon and Sheba), regia di King Vidor (1959)
- Ancora una domanda, Oscar Wilde! (Oscar Wilde), regia di Gregory Ratoff (1960)
- Affondate la Bismarck! (Sink the Bismarck!), regia di Lewis Gilbert (1960)
- Let's Get Married, regia di Peter Graham Scott (1960)
- Il circo degli orrori (Circus of Horrors), regia di Sidney Hayers (1960)
- Gli arcieri di Sherwood (Sword of Sherwood Forest), regia di Terence Fisher (1960)
- Eri tu l'amore (No Love for Johnnie), regia di Ralph Thomas (1961)
- L'ispettore (The Inspector), regia di Philip Dunne (1962)
- I figli del capitano Grant (In Search of the Castaways), regia di Robert Stevenson (1962)
- Lawrence d'Arabia, regia di David Lean (1962)
- Le donne del mondo di notte (The World Ten Times Over), regia di Wolf Rilla (1963)
- Sammy va al sud (Sammy Going South), regia di Alexander Mackendrick (1963)
- Gli Argonauti (Jason and the Argonauts), regia di Don Chaffey (1963)
- Il mistero della mummia (The Curse of the Mummy's Tomb), regia di Michael Carreras (1964)
- Agente 007 - Thunderball: Operazione tuono (Thunderball), regia di Terence Young (1965)
- Se tutte le donne del mondo... (Operazione Paradiso), regia di Henry Levin, Arduino Maiuri (1966)
- Un uomo per tutte le stagioni (A Man for All Seasons), regia di Fred Zinnemann (1966)
- As You Like It: An Introduction (1969) - cortometraggio
- I lunghi giorni delle aquile (Battle of Britain), regia di Guy Hamilton (1969)
- Avventura nella giungla (The Bushbaby), regia di John Trent (1969)
- Patton, generale d'acciaio (Patton), regia di Franklin J. Schaffner (1970)
- Cromwell, regia di Ken Hughes (1970)
- Scontro di titani (Clash of the Titans), regia di Desmond Davis (1981)
- Sicilian Connection, regia di Tonino Valerii (1987)
- Appuntamento al buio (Blind Date), regia di Blake Edwards (1987)
- Scuola di mostri (The Monster Squad), regia di Fred Dekker (1987)
- The Discoverers (1993) - cortometraggio
- Blue Shark Hash, regia di Dale Roy Robinson (2000)

### Televisione
- The Three Musketeers, regia di Tom Donovan – film TV (1960)
- The First Gentleman, regia di Philip Dale – film TV (1961)
- The Largest Theatre in the World: Heart to Heart – film TV (1962)
- I gialli di Edgar Wallace (The Edgar Wallace Mystery Theatre) – serie TV, episodio 4x08 (1964)
- The Adams Chronicles – miniserie TV (1976)
- Antony and Cleopatra, regia di Lawrence Carra – film TV (1983)
- Reason For Living: The Jill Ireland Story, regia di Michael Ray Rhodes – film TV (1991)

## Doppiatori italiani
- Giulio Panicali in I figli del capitano Grant, Patton, generale d'acciaio
- Renato Turi in Gli Argonauti, Un uomo per tutte le stagioni
- Giorgio Capecchi in Gli arcieri di Sherwood
- Bruno Persa in Il mistero della mummia
- Renato Mori in Scontro di titani